# Tempel der Fünf Beamten

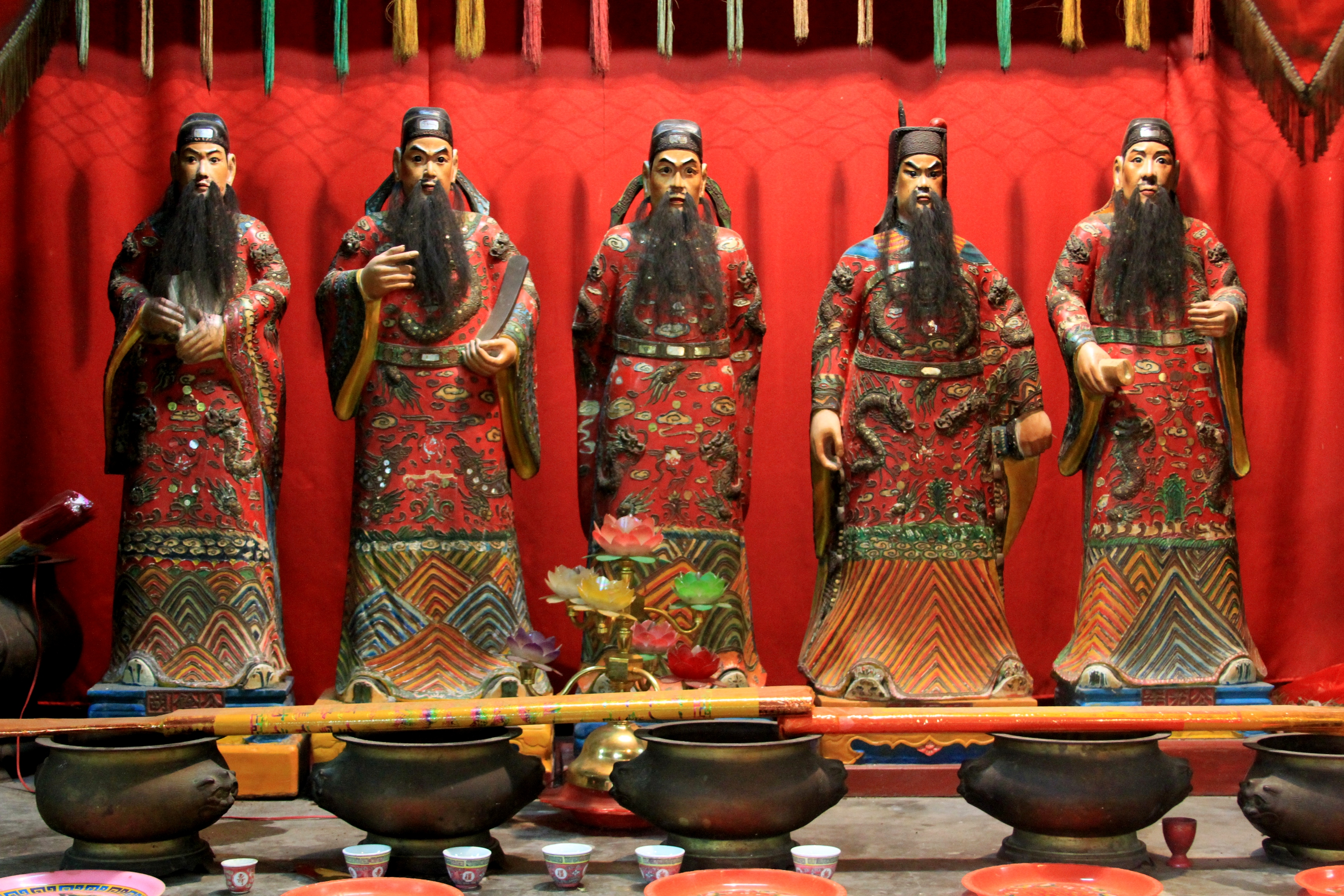
Statuen der fünf verbannten Beamten im Tempel

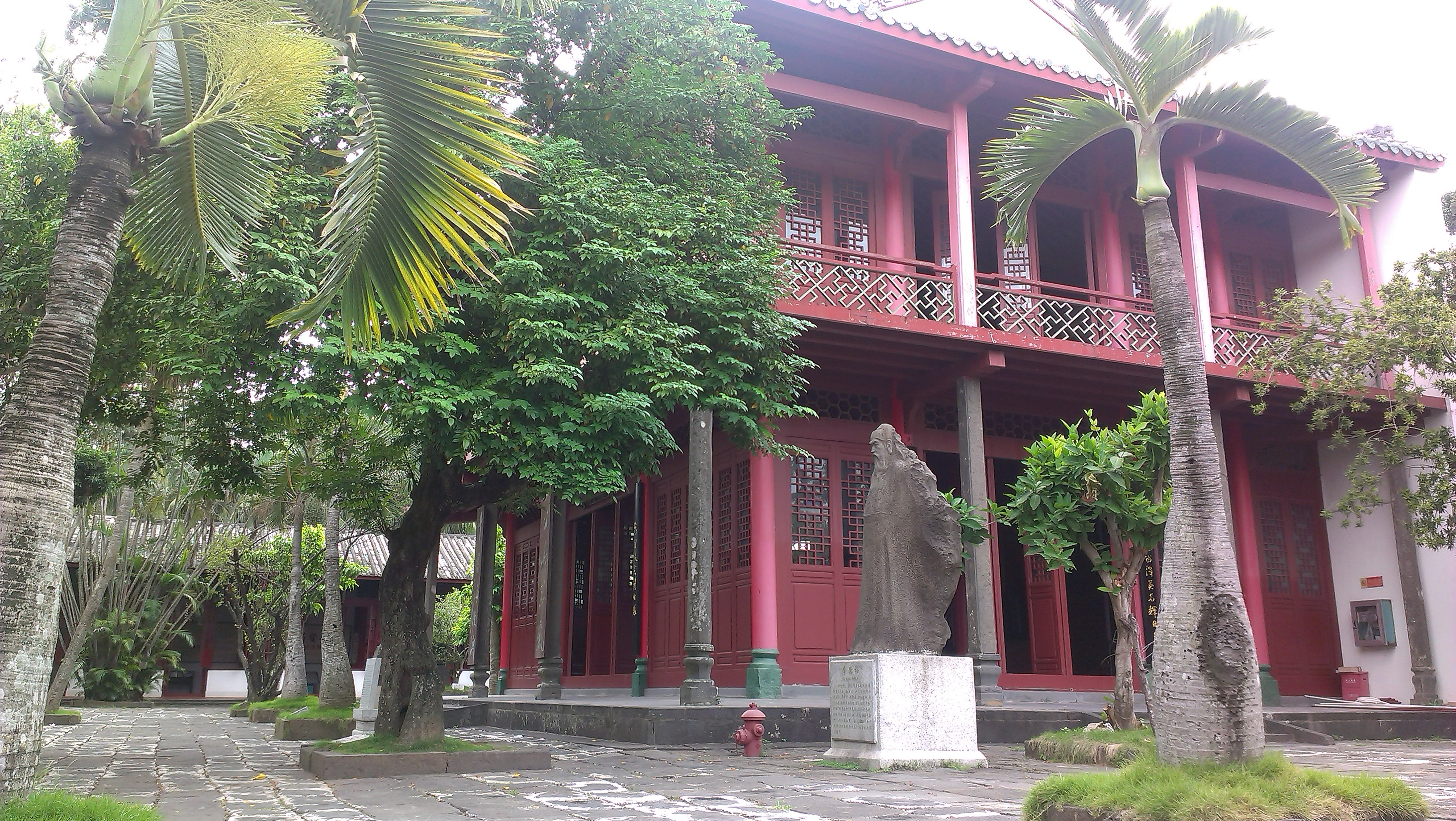
Im Tempelgarten

Der Tempel der Fünf Beamten (chinesisch 五公祠, Pinyin Wǔgōng cí) in der bezirksfreien Stadt Haikou, Hainan, China, ist ein zuerst in der Ming-Zeit zur Erinnerung an fünf Beamte Li Deyu (李德裕), Li Gang (李纲), Li Guang (李光), Zhao Ding (赵鼎) und Hu Quan (胡诠) errichteter Tempel. Die Beamten waren während der Tang- und Song-Zeit nach Hainan verbannt worden.
Der Tempel steht seit 2001 auf der Liste der Denkmäler der Volksrepublik China (5-441).